# 2478 Tokai
A 2478 Tokai (ideiglenes jelöléssel 1981 JC) a Naprendszer kisbolygóövében található aszteroida. Furuta Tosimasza fedezte fel 1981. május 4-én.